# Andreas Hepp
Andreas Hepp (* 21. Juni 1970) ist ein deutscher Kommunikations- und Medienwissenschaftler. An der Universität Bremen ist er Professor für Kommunikations- und Medienwissenschaft mit dem Schwerpunkt Medienkultur und Kommunikationstheorie und Sprecher des Zentrums für Medien-, Kommunikations- und Informationsforschung (ZeMKI). Seit 2025 ist er Co-Sprecher der von der Deutschen Forschungsgemeinschaft und dem FWF – Österreichischer Wissenschaftsfonds geförderten Forschungsgruppe „Communicative AI: The Automation of Societal Communication“.

## Leben und Wirken
Hepp absolvierte 1990 das Abitur am Bildungszentrum Königsbach/Baden. Er studierte an der Universität Trier Germanistik, Politikwissenschaft und Medienkommunikation mit Abschluss im Jahr 1995. Von 1995 bis 1997 war Hepp an der Universität Trier als wissenschaftlicher Mitarbeiter in dem Projekt „Über Fernsehen sprechen“ tätig, das von der Deutschen Forschungsgemeinschaft (DFG) gefördert wurde. Die Promotion folgte 1997. Als wissenschaftlicher Mitarbeiter war er 1999 am Interfakultativen Institut für Angewandte Kulturwissenschaft (IAK) der Universität Karlsruhe tätig. Am Institut für Medien und Kommunikationswissenschaft der TU Ilmenau wirkte Hepp von 1999 bis 2003 als wissenschaftlicher Mitarbeiter bzw. Assistent und habilitierte sich dort 2004. Von 2003 bis 2004 vertrat er eine Professur für Kommunikationswissenschaft mit dem Schwerpunkt Mediensoziologie und Medienpsychologie am Institut für Kommunikationswissenschaft der Wilhelms-Universität Münster. An der Universität Bremen war Hepp von 2004 bis 2005 zunächst Juniorprofessor für Kulturelle Bedeutung digitaler Medien. Anschließend war er die nächsten fünf Jahre als Professor für Kommunikationswissenschaft tätig, bevor er die heutige Professur für Kommunikations- und Medienwissenschaft annahm.
Er war an der Gründung des Zentrums für Medien-, Kommunikations- und Informationsforschung beteiligt und ist seitdem Sprecher der Zentralen Wissenschaftlichen Einrichtung der Universität Bremen. Daneben war er maßgeblich für die Entwicklung verschiedener kommunikations- und medienwissenschaftlicher Studienprogramme (BA, MA, Promotion) an der Universität Bremen verantwortlich. Seit 2005 ist er Mitglied des „Hauses der Wissenschaft“ in Bremen.
Als Gastwissenschaftler und Gastprofessor forschte Hepp in Großbritannien u. a. am Goldsmiths College der University of London und der London School of Economics and Political Science. Außerdem war er Gastwissenschaftler und Gastprofessor an der Stanford University und an der Université Paris II.

## Forschung und Projekte
Forschungsschwerpunkte
Die Forschungsschwerpunkte von Hepp sind Medien- und Kommunikationstheorie, Mediensoziologie, inter- bzw. transkulturelle Kommunikation, Medien- und Kommunikationswandel, Datafizierung, kommunikative Künstliche Intelligenz, Automatisierung von Kommunikation, digitale Zukünfte, Mediennutzung und -aneignung sowie Methoden qualitativer Medienforschung.
Hepp ist insbesondere für seine Forschung zu tiefgreifender Mediatisierung (engl. „deep mediatization“), zu Pioniergemeinschaften sowie jüngst zu kommunikativer KI bekannt. Das zentrale mit dem Begriff der tiefgreifenden Mediatisierung verbundene Argument ist, dass sich die soziale Konstruktion von Wirklichkeit hin zu einer „vermittelten“ Konstruktion gewandelt hat. Diese basiert in heutigen Gesellschaften auf automatisiert prozessierten Daten, worüber sich das menschliche Erleben von Zeit und Raum wie auch die Wissensgenerierung grundlegend verändert haben.
Damit sind frühere Theorien der sozialen Konstruktion von Wirklichkeit in Frage gestellt, wie Hepp zusammen mit Nick Couldry in dem Buch „The mediated construction of reality“ dargelegt hat. Diese Publikation greift das ursprünglich von Peter Berger und Thomas Luckmann thematisierte Problem der sozialen Konstruktion von Alltag und sozialer Welt auf, findet aber mit tiefgreifender Mediatisierung und Datafizierung einen neuen, für die mediale Gegenwart angemessenen Zugang zu dessen Beschreibung.
Hepp Forschung zur tiefgreifenden Mediatisierung knüpft an eine Reihe anderer Bereiche an, wie z. B. die Rolle von Algorithmen in heutigen Gesellschaften, der Einfluss von Pioniergemeinschaften auf medienbezogene Entwicklungen, das Entstehen neuer Arten von Öffentlichkeiten auf lokaler, nationaler und transnationaler Ebene, die zunehmende Rolle von kommunikativen Robotern in der Alltagskommunikation sowie die alltägliche Nutzung und Aneignung von Medien durch verschiedene Mediengenerationen.
In seiner jüngsten Forschung beschäftigt sich Hepp insbesondere mit der Frage, welchen Einfluss Pioniergemeinschaften des Silicon Valley auf gesellschaftliche Vorstellungen der Zukunft haben.
Forschung und Projekte
Hepp ist Sprecher des Zentrums für Medien-, Kommunikations- und Informationsforschung (ZeMKI) sowie Leiter des Labs „Datafizierung und Mediatisierung“. Er ist seit 2025 Co-Sprecher der Forschungsgruppe „Communicative AI: The Automation of Societal Communication“, die die von der Deutschen Forschungsgemeinschaft (DFG) und dem Österreichischen Wissenschaftsfonds (FWF) gefördert wird. Darüber hinaus ist er Sprecher des Forschungsverbundes „Kommunikative Figurationen“ (zusammen mit dem Leibniz-Institut für Medienforschung Hans-Bredow-Institut) und war Initiator der von 2013 bis 2016 durch die Mittel der Universität Bremen im Rahmen der Exzellenzinitiative geförderten Creative Research Unit „Kommunikative Figurationen“.
Hepp war und ist in eine Vielzahl an Projekten eingebunden, welche vor allem von der Deutschen Forschungsgemeinschaft (DFG) gefördert wurden. So war er Teilprojektleiter in dem Sonderforschungsbereich „Staatlichkeit im Wandel“ (2007–2014) sowie Mit-Initiator und Projektleiter im Schwerpunktprogramm „Mediatisierte Welten“ (2012–2016). Weiterhin ist er Initiator und wissenschaftlicher Leiter der Projekte „Pioniergemeinschaften“ (2018–2023), „Pionierjournalismus“ (2019–2025) und des Infrastrukturprojektes für die Entwicklung der digitalen Forschungssoftware MeTag und MeSort (2018–2024). Aktuell ist er an der Entwicklung der qualitativen Datenanalyseinfrastruktur OpenQDA beteiligt (seit 2023).
Für das vom Bundesministerium für Bildung und Forschung (BMBF) geförderte Transferprojekt „Tinder die Stadt“ (2017–2021) war Hepp ebenfalls Initiator und Projektleiter, welches in der Mitgründung der Info-App molo.news mündete. Derzeit wird wiederum gefördert vom BMBF deren bundesweite Nutzung getestet (2023–2026).
Des Weiteren war Hepp Mitglied der Arbeitsgruppe „Digitalisierung und Demokratie“ (2019–2021) der Leopoldina. Die dort gewonnenen Erkenntnisse wurden in Form dreier Thesen zur „Neuerfindung des Mediensystems“ in einem Artikel in der FAZ (8. Juli 2021) von den Mitgliedern Johannes Buchmann, Andreas Hepp und Judith Simon vorgestellt. Außerdem ist Hepp am Forschungsinstitut Gesellschaftlicher Zusammenhalt (FGZ) beteiligt.

## Mitgliedschaften
Hepp ist Mitglied der Deutschen Gesellschaft für Publizistik- und Kommunikationswissenschaft, der European Communication Research and Education Association (ECREA), Mitglied und Fellow der International Communication Association (ICA), der Deutschen Gesellschaft für Soziologie (DGS) und im Data Power Network. 2017 wurde er zum Mitglied der Academia Europaea gewählt.

## Auszeichnungen
- 1990: Scheffelpreis[3]
- 2010: Zeitschriftenpreis der DGPuK[21]
- 2016: Zeitschriftenpreis der DGPuK[21]
- 2016: Theoriepreis der DGPuK[22]
- 2023: Zeitschriftenpreis der DGPuK[21]
- 2024: Fellow der International Communication Association (ICA)[23]

## Publikationen (Auswahl)
Monographien
- Netzwerke der Medien. Medienkulturen und Globalisierung. VS, Wiesbaden 2004, ISBN 3-8100-4133-5.
- Transkulturelle Kommunikation. UVK, Konstanz 2006, 2. überarb. Auflage 2014, ISBN 978-3-8252-4035-6.
- mit Çiğdem Bozdağ, Laura Suna: Mediale Migranten. Mediatisierung und die kommunikative Vernetzung der Diaspora. VS, Wiesbaden 2011, ISBN 978-3-531-17314-6.
- Cultures of mediatization. Polity Press, Cambridge 2013, ISBN 978-0745662275.
- Medienkultur. Die Kultur mediatisierter Welten. VS, Wiesbaden 2011, 2. erw. Auflage 2013, ISBN 978-3-531-19932-0.
- als Hrsg. mit Friedrich Krotz: Mediatized worlds. Culture and society in a media age. Palgrave Macmillan, London 2014, ISBN 978-1137300348.
- mit Nick Couldry: The mediated construction of reality. Polity Press, Cambridge 2016, ISBN 978-0745681313. (Übersetzungen in Chinesisch und Portugiesisch)
- als Hrsg. mit Andreas Breiter, Uwe Hasebring: Communicative figurations: Transforming communications in times of deep mediatization. Palgrave Macmillan, London 2018, ISBN 978-3319655833.
- Deep mediatization. Routledge, London 2020, ISBN 978-1138024991.
- Auf dem Weg zur digitalen Gesellschaft. Über die tiefgreifende Mediatisierung der sozialen Welt. Von Halem, Köln 2021, ISBN 978-3-86962-599-7.

Artikel
- Transculturality as a perspective: Researching media cultures comparatively. In: Qualitative Social Research (FQS), 10 (1), 2009.
- mit Nick Couldry: Conceptualising mediatization: Contexts, traditions, arguments. In: Communication Theory, 23 (3), 2013, S. 191–202.
- Pioneer communities. In: Media, Culture & Society, 38 (6), 2016, S. 918–933.
- mit Matthias Berg, Cindy Roitsch: Investigating communication networks contextually. Qualitative network analysis as cross-media research. In: MedieKultur, 32 (60), 2016, S. 87–106.
- mit Uwe Hasebrink: How to research cross-media practices? Investigating media repertoires and media ensembles. In: Convergence, 23(4), 2017, S. 362–377.
- Artificial companions, social bots and work bots: Communicative robots as research objects of media and communication studies. In: Media, Culture & Society, 42(7–8), 2020, S. 1410–1426.
- mit Wiebke Loosen, Stephan Dreyer, Juliane Jarke, Sigrid Kannengießer, Christian Katzenbach, Rainer Malaka, Michaela Pfadenhauer, Cornelius Puschmann, Wolfgang Schulz Schulz: ChatGPT, LaMDA and the hype around Communicative AI: The automation of communication as a field of research in media and communication studies. In Human-Machine Communication, 6, 41–63, 2023. doi:10.30658/hmc.6.4
- Curators of digital futures: The life cycle of pioneer communities. In: New Media & Society, Online First, 2024. doi:10.1177/14614448241253766